# Чемпионат Европы по шоссейному велоспорту 2016 — индивидуальная гонка (юниоры)

Индивидуальная гонка среди юниоров на Чемпионате Европы по шоссейному велоспорту прошла 14 сентября 2016 года.  Дистанция составила 24,5 км. Для участия в гонке был заявлен 51 спортсмен. Стартовали и финишировали 50 участников.

Титул чемпиона Европы  завоевал французский велогонщик  Алексис Брюнель, показавший время 35' 58.76". На втором месте велогонщик из Швейцарии Марк Хирши (+ 10.78"), на третьем -  норвежец Ивер Кноттен (+ 11.02").

### Итоговая классификация
| Место | Участник           | Страна       | Время      |
| ----- | ------------------ | ------------ | ---------- |
| 1 -   | Алексис Брюнель    | (Франция)    | 35' 58.76" |
| 2 -   | Марк Хирши         | (Швейцария)  | + 10.78"   |
| 3 -   | Ивер Кноттен       | (Норвегия)   | + 11.02"   |
| 4     | Стефан Биссеггер   | (Швейцария)  | + 26"      |
| 5     | Андреас Лекнессунд | (Норвегия)   | + 33"      |
| 6     | Ярно Мобах         | (Нидерланды) | + 37"      |
| 7     | Барнабаш Пеак      | (Польша)     | + 39"      |
| 8     | Якуб Отруба        | (Чехия)      | + 41"      |
| 9     | Феликс Гросс       | (Германия)   | + 44"      |
| 10    | Ник Кемазар        | (Словения)   | + 46"      |
|       |                    |              |            |
| 36    | Станислав Коняев   | (Россия)     | + 3' 21"   |
| 38    | Айнур Галеев       | (Россия)     | + 3' 23"   |